# Jay Mehler
Jason "Jay" Mehler (* 9. srpna 1981) je hudebník z Filadelfie. V letech 2006-2013 hrál na kytaru pro kapelu Kasabian. Nyní je členem Beady Eye, ke kterým se přidal v roce 2013 poté, co opustil Kasabian.

## Kasabian
Během nahrávání druhého alba Kasabian Empire Christopher Karloff, jeden z hlavních skladatelů kapely, skupinu opustil a Jay Mehler ho nahradil.

## Beady Eye
2. března 2013 bylo oznámeno, že Jay opouští Kasabian a stává se basovým kytaristou pro Beady Eye, kde nahradil Jeffa Woottona.

## Osobní život
Od roku 2006 chodí s dcerou Ringa Starra Lee Starkey a v červnu 2009 oznámili, že čekají trojčata.